# Grevinde Hjerteløs
Grevinde Hjerteløs er en dansk stumfilm fra 1916, der er instrueret af Holger-Madsen efter manuskript af E. Höfer.

## Handling
Denne artikel mangler et handlingsreferat. Hjælp os med at skrive det.

## Medvirkende
- Rita Sacchetto - Marjanka Hetvery
- Alf Blütecher - Geza, Marjankas forlovede
- Frederik Jacobsen - Grev Poprovsky
- Philip Bech - Grev Bürkel
- Anton de Verdier - Stefan
- Svend Melsing - Gerhard
- Zanny Petersen